# Jánovce (Prešov)
Jánovce (in ungherese Szepesjánosfalva, in tedesco Johannsdorf) è un comune della Slovacchia facente parte del distretto di Poprad, nella regione di Prešov.
Il villaggio fu menzionato per la prima volta nel 1312.